# 德川治保
德川治保（日语：／ Tokugawa Harumori，1751年10月5日—1805年12月21日），水戶德川家第六代當主，常陸國水戶藩第六代藩主。父親是第五代藩主德川宗翰，母親是側室榊原氏。正室為一條道香的女兒八代姬，側室前田氏等人。官至從三位，左近衛權中將，參議。1907年（明治40年）11月15日贈正二位。
寬延4年（1751年）8月16日出生，幼名英之允，後改為鶴千代。明和3年（1766年），父親宗翰去世，16歲的治保因此繼任成為藩主。可是由於治保當時十分的年少，因此宗翰在世時的改革受挫，這也使得水戶藩內呈現一片混亂﹐藩政間接惡化﹐而有百姓一揆的事情發生，加上天明3年（1783年）發生天明大飢荒。
因為這些緣故，治保開始將藩中的財政重建作為自己的藩政改革。而對於鑄錢事業和造紙事業，香煙、鬼芋等的殖產興業，治保也頒布了政策來讓這些產業興盛。治保也仿效第二代藩主德川光圀所推行的學問獎勵。治保本身也是個文人，有「文公文集」，「尚古閣雜錄」等許多著作。
文化2年（1805年）11月1日，治保逝世，享年五十五歲，藩主由兒子德川治紀繼承。

## 家系
- 父親：德川宗翰
- 母親：榊原氏
- 兄弟姊妹：
  - 松平賴圖
  - 松平保福
  - 中山信敬
  - 德川時姬
  - 德川嘉姬
  - 德川國姬
  - 德川嶺姬
  - 德川金姬
  - 松平賴圓
  - 松平賴救

### 妻妾
- 正室：一條八代姬
- 側室：前田氏
- 側室：開東氏

### 子女
- 長女：述姬
- 長子：德川治紀（母正室八代姬）
- 次女：雅姬
- 次子：松平義和
- 三子：土屋彥直

兩女早逝